# Октябрьский (Советский район)
Октябрьский — поселок в Советском районе Кировской области в составе Родыгинского сельского поселения. 

## География
Находится на расстоянии примерно 2 километра по прямой на юго-восток от районного центра города Советск.

## История
Известен с 1998 года.

## Население
Постоянное население составляло 112 человек (русские 100%) в 2002 году, 98 в 2010.